# Microorganismes antàrtics

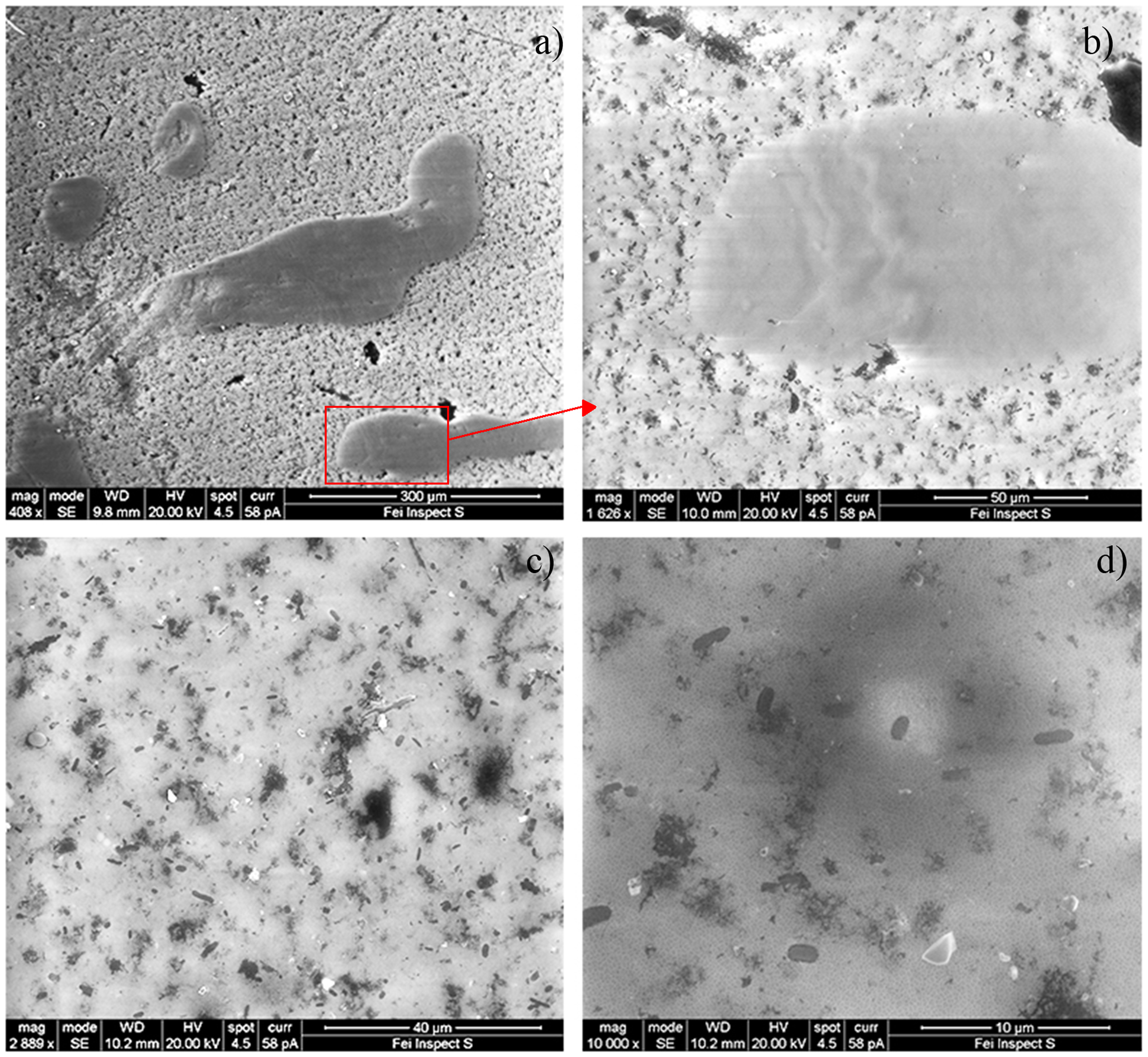
Microbioma de l'Antàrtic.

L'Antàrtida és un dels entorns terrestres més extrems físicament i químicament on habiten formes de vida. Les plantes més grans són les molses, i els animals més grans que no surten del continent són algunes espècies d'insectes.

## Clima i hàbitat
Tot i que la major part del continent està cobert per capes de gel glacial, les zones lliures de gel que comprenen aproximadament el 0,4% de la massa terrestre continental es distribueixen discontínuament al voltant dels marges costaners. La regió de Les Valls Seques de l'Antàrtida és un desert polar caracteritzat per una precipitació anual extremadament baixa (<100 mm) i una absència de plantes vasculars i vertebrats; l'activitat microbiana domina el funcionament biològic. Les temperatures mitjanes de l'estiu i les baixes de l'hivern a les valls seques són de -5 °C i -30 °C. Com que les precipitacions són poc freqüents i baixes, la disponibilitat estacional d'aigua en sòls connectats hidrològicament fa que les zones adjacents a les masses d'aigua siguin més hospitalàries en relació amb els sòls secs de les terres altes. Els ecosistemes polars són especialment sensibles al canvi climàtic, on els petits canvis de temperatura donen lloc a majors canvis en la hidrologia local, afectant de manera espectacular els processos dels ecosistemes.
Els sòls de l'Antàrtida són hàbitats gairebé bidimensionals, amb la major part de l'activitat biològica limitada als 10-15 cm superiors pel sòl permanentment congelat. Els ambients poden ser limitants a causa de les propietats del sòl, com ara mineralogia, textura, estructura, sals, pH o relacions desfavorables amb la humitat. Les fonts visibles de matèria orgànica estan absents a la major part de l'Antàrtida continental. Els ecosistemes del sòl de la Vall Seca es caracteritzen per grans variacions en els règims de temperatura i llum, gradients químics pronunciats i una alta incidència de radiació solar amb un component de llum ultraviolada B (UVB) elevat. Els sòls de la vall seca s'originen a partir de la meteorització de la roca mare i de les lloses glacials que consisteixen en granits, gresos, basalts i roques metamòrfiques. L'espai dins d'aquestes roques proporciona protecció als microorganismes contra algunes (però no totes) d'aquestes condicions: és a dir, protecció contra el fregament del vent i la mobilitat de la superfície, una reducció de l'exposició als raigs UV, una dessecació reduïda i una major disponibilitat d'aigua i un amortiment tèrmic. La meitat dels sòls de les valls seques tenen gel subsuperficial, ja sigui com a gel massiu enterrat o com a sòl cimentat amb gel (permagel). La capa de permagel es troba normalment a 30 cm de la superfície del sòl.

## Visió general dels microorganismes
El dur entorn i la baixa disponibilitat de carboni i aigua donen suport a una comunitat simplificada de molses, líquens, cianobacteris, algues verdes i vermelles prop de llacs i rierols efímers. Entre les catifes hi viuen bacteris, llevats, floridures i una sèrie d'invertebrats microscòpics que s'alimenten de microbis, algues i detritus: nematodes, protozous, rotífers, tardígrads i, de tant en tant, àcars i col·lèmbols. Encara hi ha comunitats més simples als sòls àrids que ocupen la majoria del paisatge.
Els microbis de l'Antàrtida s'adapten a l'aridesa de la mateixa manera que ho fan els microbis dels deserts calents: quan l'aigua escasseja, els organismes simplement s'assequen, tanquen l'activitat metabòlica i esperen en un estat criptobiòtic fins que l'aigua torni a estar disponible. Els microbis també poden quedar latents en un estat criptobiòtic conegut com a anhidrobiosi quan es deshidraten a causa de la poca disponibilitat d'aigua. Un mètode de supervivència més extrem seria la criopreservació natural a llarg termini. S'ha trobat que mostres de sediments de permagel d'entre 5 i 10 mil a 2 o 3 milions d'anys contenen micromicets i cèl·lules bacterianes viables.

## Algues
Les algues estan presents a gairebé totes les zones lliures de gel i es troben als sòls, com a epífites a les molses, a les estores de cianobacteris i al plàncton de llacs i estanys.[8] També és possible trobar algues associades a roques o que viuen a la fina pel·lícula d'aigua fosa a les zones de neu. Actualment hi ha més de 300 tàxons d'algues identificats a l'Antàrtida, sent les Bacillariophyceae (Diatomees) i Chlorophyta (algues verdes) els més estesos al continent. Les diatomees són abundants en ambients aquàtics i disminueixen en nombre als hàbitats terrestres. Les algues verdes també són importants en estores de llacs i estanys, però tendeixen a augmentar la seva importància relativa en ambients terrestres i especialment en sòls, on són el grup d'algues més dens. Les Xanthophyceae (algues groc-verdoses) són un component important de la flora dels sòls de l'Antàrtida. Altres grups d'algues (dinoflagel·lats, criptòfits i Euglenòfits) es limiten principalment a les comunitats d'aigua dolça de Les Valls Seques.
Espècies d'algues identificades en investigacions recents:
- Hantzschia amphioxys
- Heterococcus moniliformis
- Kentrosphaera facciolae
- Luticola desmetii
- Luticola doliiformis
- Luticola evkae
- Luticola muticopsis
- Luticola permuticopsis
- Luticola tomsui
- Monodus coccomyxa
- Pinnularia borealis
- Prasiola crispa
- Xanthonema bristolianum
- Xanthonema exile

### Artròpodes
La distribució dels artròpodes es limita a zones d'alta humitat del sòl i/o accés a l'aigua, com els rierols o l'aigua de desglaç de la neu.

### Nematodes
El carboni sembla ser més important que la humitat per definir bons hàbitats per als nematodes a les valls seques de l'Antàrtida. L'Scottnema lindsayae, un alimentador microbià i l'invertebrat de metazous més abundant i distribuït, sovint es presenta com l'única espècie de metazous a les valls seques de McMurdo. Viu menjant bacteris i llevats als sòls secs i salats que dominen les valls. Totes les altres espècies d'invertebrats són més abundants en sòls humits o saturats on les algues i la molsa són més abundants. La distribució de la majoria de les espècies de nematodes es correlaciona negativament amb l'elevació (a causa de la temperatura i la precipitació) i la salinitat, i positivament amb la humitat del sòl, la matèria orgànica del sòl i la disponibilitat de nutrients. L'Eudorylaimus] spp. és el segon nematode més abundant, el Plectus murrayi, per contra és el menys abundant. El Plectus antarcticus menja bacteris i prefereix viure en rierols efímers. Una bossa mitjana d'un kilogram de sòls secs de la vall conté aproximadament 700 nematodes, mentre que el sòl més fèrtil que es troba a latituds més altes del continent en pot contenir aproximadament 4.000.
Espècies de nematodes identificades en investigacions recents:
- Amblydorylaimus isokaryon
- Antarctenchus hooperi
- Aphelenchoides hagueri
- Aphelenchoides helicosoma
- Aphelenchoides vaughani
- Calcaridorylaimus signatus
- Ceratoplectus armatus
- Chiloplacoides antarcticus
- Chiloplectus masleni
- Coomansus gerlachei
- Cuticularia firmata
- Ditylenchus spp.
  - Ditylenchus parcevivens
- Enchodelus signyensis
- Eudorylaimus spp.
  - Eudorylaimus antarcticus
  - Eudorylaimus coniceps
  - Eudorylaimus glacialis
  - Eudorylaimus nudicaudatus
  - Eudorylaimus pseudocarteri
  - Eudorylaimus shirasei
  - Eudorylaimus spaulli
  - Eudorylaimus verrucosus
- Eumonhystera vulgaris
- Eutobrilus antarcticus
- Geomonhystera antarcticola
- Geomonhystera villosa
- Mesodorylaimus spp.
  - Mesodorylaimus imperator
  - Mesodorylaimus signatus
- Monhystera spp.
- Panagrolaimus spp.
  - Panagrolaimus davidi
  - Panagrolaimus magnivulvatus
- Paramphidelus spp.
  - Paramphidelus antarcticus
- Plectus spp.
  - Plectus accuminatus
  - Plectus antarcticus
  - Plectus belgicae
  - Plectus frigophilus
  - Plectus insolens
  - Plectus meridianus
  - Plectus murrayi
  - Plectus tolerans
- Rhabdblaimus spp.
- Rhabditis krylovi
- Rhyssocolpus paradoxus
- Rotylenchus capensis
- Scottnema lindsayae
- Teratocephalus pseudolirellus
- Teratocephalus rugosus
- Teratocephalus tilbrooki
- Tylenchus spp.

### Rotífers
Les tres espècies enumerades a continuació es van trobar en sòls humits dominats per molsa.
Espècies de rotífers identificats en investigacions recents:
- Epiphanes spp.
- Habrotrocha spp.
- Philodina spp.

### Tardígrads
Espècies de tardígrads identificats en investigacions recents:
- Acutuncus antarcticus
- Diphascon spp. (de. Adropoion spp.)
  - Diphascon alpinum
  - Diphascon dastychi
  - Diphascon polare
  - Diphascon tricuspidatum (de. Adropion tricuspidatum)
  - Diphascon victoriae
- Hypsibius spp. (de. Diphascon spp.)
  - Hypsibius alpinus
  - Hypsibius arcticus
  - Hypsibius cfr mertoni simoizumii
  - Hypsibius convergens
  - Hypsibius oberhaeseri
  - Hypsibius scoticus (de. Diphascon scoticus)
- Macrobiotus arcticus
- Macrobiotus cfr polaris
- Macrobiotus mottai
- Macrobiotus oberhauseri
- Macrobiotus polaris
- Minibiotus furcatus
- Ramajendas frigidus
- Ramazzottius spp.
  - Ramazzottius oberhauseri

### Bacteries
Normalment, el nombre més elevat de bacteris cultivats provenen de sòls costaners relativament humits, en comparació amb les petites comunitats de bacteris dels sòls secs de l'interior. Els cianobacteris es troben en tot tipus d'hàbitats aquàtics i sovint dominen la biomassa microbiana dels rierols i els sediments dels llacs. La Leptolyngbya frigida és dominant a les estores bentòniques, i es troba freqüentment als sòls i com a epífit a les molses. La Nostoc commune pot desenvolupar-se a mides visibles a simple vista si se'ls subministra una fina pel·lícula d'aigua. El gènere Gloeocapsa és un dels pocs tàxons criptoendolítics amb una alta adaptació a condicions ambientals extremes a les roques de les Valls Seques. Les actinobacteries com les Arthrobacter spp., Brevibacterium spp. i Corynebacterium spp. són prominents a les Valls Seques. S'han aïllat bacteris termòfils de sòls escalfats tèrmicament prop de mont Melbourne i mont Rittman al nord de Victoria Land. Els gèneres de bacteris que es troben tant a les mostres d'aire com a l'Antàrtida inclouen Staphylococcus, Bacillus, Corynebacterium, Micrococcus, Streptococcus, Neisseria i Pseudomonas. També es van trobar bacteris vivint al fred i a la foscor en un llac enterrat a uns 800 metres sota el gel de l'Antàrtida.
Espècies de bacteris identificats en investigacions recents:
- Acinetobacter spp.
- Alicyclobacillus acidocaldarius
- Aquaspirillum spp.
- Arthrobacter spp.
- Azospirillum spp.
- Bacillus spp.
  - Bacillus fumarioli
  - Bacillus thermoantarcticus
- Bizionia argentinensis[13]
- Brevibacterium spp.
  - Brevibacterium antarcticum
- Brevundimonas spp.
- Chryseobacterium spp.
- Corynebacterium spp.
- Flavobacterium spp.
- Gloeocapsa spp.
- Hymenobacter roseosalivarius
- Leptolyngbya frigida
- Massila spp.
- Micrococcus spp.
- Modestobacter multiseptatus
- Neisseria spp.
- Nocardia spp.
- Nostoc commune
- Paenibacillus spp.
- Planococcus spp.
- Pseudonocardia antarctica
- Pseudomonas spp.
- Psychrobacter spp.
- Sphingobacterium spp.
- Staphylococcus spp.
- Stenotrophomonas spp.
- Streptococcus spp.
- Streptomyces spp.

### Fongs
La Chaetomium gracile s'aïlla amb freqüència del sòl climatitzat geotèrmicament al mont Melbourne, al nord de la terra de Victoria. Els gèneres de fongs que es troben tant a les mostres d'aire com a l'Antàrtida inclouen: Penicillium, Aspergillus, Cladosporium, Alternaria, Aureobasidium, Botryotrichum, Botryotinia, Geotrichum, Staphylotrichum, Paecilomyces i Rhizopus.
Fongs identificats en investigacions recents:
- Alternaria spp.
- Antarctomyces psychotrophicus
- Arthrobotrys ferox
- Aspergillus spp.
  - Aspergillus ustus
- Aureobasidium spp.
- Botryotrichum spp.
- Botryotinia spp.
- Chaetomium gracile
- Cadophora ssp.
  - Cadophora malorum
- Cerrena unicolor
- Cladosporium spp.
  - Cladosporium cladosporioides
  - Cladosporium herbarum
- Cochliobolus heliconiae
- Coniochaeta ligniaria
- Curvularia inaequalis
- Debaryomyces ssp.
  - Debaryomyces hansenii
- Geomyces spp.
  - Geomyces pannorum (de Chrysosporium pannorum)
- Geotrichum spp.
- Hohenbuehelia spp.
- Holwaya mucida
- Mortierella antarctica
- Mucor hiemalis
- Paecilomyces spp.
- Penicillium spp.
  - Penicillium jensenii
  - Penicillium swiecickii
- Phaeosphaeria spp.
- Phialophora spp.
  - Phialophora fastigiata (de Cadophora fastigiata)
- Phoma spp.
  - Phoma herbarum
- Rhizopus spp.
- Rhizoscyphus ericae
- Staphylotrichum spp.
- Stereum hirsutum
- Stictis radiata
- Thelebolus microsporus
- Trichophyton eboreum

### LLevat
Llevats identificats en investigacions recents:
- Aureobasidium pullulans
- Candida spp.
  - Candida psychrophilia
- Species formerly referred de Cryptococcus
  - Naganishia albida
  - Vishniacozyma foliicola
  - Vishniacozyma victoriae
  - Naganishia vishniacii
- Debaryomyces hansenii
- Leucosporidium antarcticum
- Leucosporidium scottii
- Rhodotorula spp.
  - Rhodotorula laryngis
  - Rhodotorula minuta
  - Rhodotorula rubra
  - Rhodotorula slooffiae
- Trichosporon spp.
  - Trichosporon beigelii
  - Trichosporon cutaneum

### Protozous
Les petites amebes són de dos tipus. Els més abundants són Acanthamoeba i Echinamoeba. El segon grup està format per amebes monopodals semblants a cucs, les subcilíndriques Hartmannella i Saccamoeba, i la lingulata Platyamoeba stenopodia.
Amebes identificats en investigacions recents:
- Acanthamoeba spp.
- Echinamoeba spp.
- Hartmannella spp.
- Platyamoeba stenopodia
- Saccamoeba spp.

Mastigòfors identificats en investigacions recents:
- Bodo edax
- Bodo mutabilis
- Bodo saltans
- Heteromita globosa
- Oikomonas termo